# Будівля вірменського магістрату (Ростов-на-Дону)
Вірменський магістрат (рос. Армянский магистрат) — будівля в Ростові-на-Дону, розташоване на площі Свободи. Є одним з найстаріших будинків міста. За деякими даними, він був побудований на початку 1790-х років у місті Нахічевані-на-Дону (нині у складі Пролетарського району Ростова-на-Дону). Будівля має статус виявленого об'єкта культурної спадщини.

## Історія
В указі Катерини II про заснування вірменського міста Нахічевані-на-Дону говорилося: «...наказуємо заснувати магістрат і в ньому виробляти суд і розправу за вашим прав і звичаями вибираними з вас же за жеребом начальниками, яким користуватися чинами і платнею по штату Азовської губернії і бути під апеляцією Наместнического правління...». 

Перший будинок вірменського магістрату, мабуть, був дерев'яним. Незабаром його замінили кам'яною будівлею, що збереглися до нашого часу. Точна дата побудови невідома, але згідно з деякими припущеннями воно було зведено на початку 1790-х років.
Вірменський магістрат був побудований в стилі класицизм по «зразковим проектом» казенних будівель. Двоповерхова будівля має прямокутну конфігурацію в плані. У центральній частині головного фасаду, що виходить на площу, спочатку був чотириколонний портик з балконом на другому поверсі.
У 1868 році магістрат реорганізували, і замість нього була створена міська управа, для якої неподалік побудували новий будинок. У 1872 році будівлю вірменського магістрату перейшло у власність купців Гайрабетовых. Приміщення було пристосоване під заїжджий двір для візників. У дворі будинку з'явилися сараї для сіна та фуражу. В особняку розміщувалися їдальня, кухня, житло для керуючого і приїжджих, торговельні приміщення.
У роки Громадянської війни в будівлі магістрату був відкритий Крайової вірменський музей старожитностей і мистецтва. Його очолював колишній ректор Нахічеванської духовної семінарії Єрванд Овакимович Шахазіз. Музей проіснував до 1922 року, коли його архів був вивезений в Єреван, поповнивши колекцію Культурно-Історичного музею.
Після закриття музею будівлю пристосували під комунальне житло, змінивши планування. У 1930-х роках у зв'язку із старістю був розібраний портик парадного фасаду.